# Mount Mahood
Mount Mahood är ett berg i Kanada.   Det ligger i provinsen Alberta, i den centrala delen av landet, 3 200 km väster om huvudstaden Ottawa. Toppen på Mount Mahood är 2 896 meter över havet, eller 690 meter över den omgivande terrängen. Bredden vid basen är 7,9 km.
Terrängen runt Mount Mahood är kuperad söderut, men norrut är den bergig. Runt Mount Mahood är det mycket glesbefolkat, med 2 invånare per kvadratkilometer.. Det finns inga samhällen i närheten. 
I omgivningarna runt Mount Mahood växer i huvudsak barrskog.